# دولنی موراویتسه
دولنی موراویتسه (به چکی: Dolní Moravice) یک منطقهٔ مسکونی در جمهوری چک است که در شهرستان برونتال واقع شده‌است. دولنی موراویتسه ۲۲٫۲۱ کیلومتر مربع مساحت و ۴۲۴ نفر جمعیت دارد و ۶۰۰ متر بالاتر از سطح دریا واقع شده‌است.